# Tomasz Sobczak (piłkarz)
Tomasz Sobczak (ur. 24 września 1973 w Katowicach) – polski piłkarz, grający na pozycji napastnika.